# Autorità per l'Omologazione
L'Autorità per l'Omologazione della Repubblica di San Marino ha sede a Dogana, curazia di Serravalle.
Essa dipende dalla Segreteria di Stato per le Finanze, il Bilancio ed i Trasporti.

## Storia
L'Autorità per l'Omologazione della Repubblica di San Marino è stata istituita con decreto delegato il 13 ottobre del 2015
La Repubblica di San Marino ha aderito ai seguenti Accordi UNECE, che entrano tutti in vigore il 26 gennaio del 2016:
- Accordo del 1958, concernente l'adozione dei regolamenti tecnici armonizzati delle Nazioni Unite per i veicoli a ruote, le attrezzature e le parti che possono essere montati e/o utilizzati su veicoli a ruote e le condizioni per il riconoscimento reciproco delle omologazioni rilasciate sulla base di questi regolamenti delle Nazioni Unite;
- Accordo del 1997, per quanto riguarda l'adozione di condizioni uniformi per le ispezioni tecniche periodiche dei veicoli a ruote e il riconoscimento reciproco di tali ispezioni;
- Accordo del 1998, relativo alle norme tecniche globali per veicoli a ruote, equipaggiamenti e parti che possono essere montati e/o utilizzati su veicoli a ruote.
Ha inoltre aderito agli Accordi:
- Accordo sui Trasporti Internazionali di Derrate Deperibili e sui Mezzi Speciali da Utilizzare per tali Trasporti (ATP), che entra in vigore il 17 maggio del 2017;
- Accordo Europeo per il Trasporto Internazionale delle Merci Pericolose su Strada (ADR), che entra in vigore il 15 febbraio 2018.

## Organismi di ispezione
L'Autorità per l'Omologazione ha designato quale suo servizio tecnico Automotive Technical Service organismo di ispezione di diritto sammarinese. ATS ha scelto ACCREDIA, ente di accreditamento italiano, per ottenere l'accreditamento come Organismo di Ispezione secondo la norma ISO 17020, in quanto la Repubblica di San Marino ha ufficialmente un ente di accreditamento privato denominato NAISM, in attesa di definire l'ietr di affiliazione ad IAF International Accreditation Forum e ad ILAC International Laboratory Accreditation Cooperaion, nonché successivamente a EU European Accreditation.
L'Autorità ha inoltre designato quale suo servizio tecnico straniero ATS Europe  organismo di ispezione e di certificazione di diritto italiano, accreditato da ACCREDIA secondo la norma ISO 17020 come organismo di ispezione e la norma ISO 17021 come organismo di certificazione.
Entrambi gli organismi di ispezione designati, sono iscritti nelle liste dei servizi tecnici designati dell'UNECE.
L'Autorità per l'Omologazione rilascia certificati di omologazione con il codice internazionale rilasciato dall'UNECE E57.